# 이베코
이베코(Industrial Vehicles Corporation, IVECO)는 이탈리아의 토리노에 본사를 둔 상용차 및 중장비 제조 업체이다. 이 회사는 1975년에 설립되었으며, 현재 CNH 인더스트리얼에 속해 있다.

## 개요
CNH 인더스트리얼의 모기업으로 유럽의 버스와 트럭 메이커인 피아트 산업 상용차 (이탈리아 피에몬테주 토리노), 오피신 메카니케 (이탈리아 롬바르디아주 브레세아), 란치아 벤콜 스페셜리 (이탈리아)를 비롯해 당시 프랑스의 자동차 기업인 유닉과 서독의 자동차 기업인 마지루스와 합병이 되면서 1975년에 설립된 기업으로 유럽을 비롯해 대한민국, 중화인민공화국, 인도, 러시아, 터키, 오스트레일리아, 아르헨티나, 브라질, 남아프리카공화국 등 100개 이상 공장을 보유하고 있다. 현재 이베코는 전체 상용차 기준으로 연간 15만 대를 생산하고 있으며 디젤 엔진은 약 40만 개가 생산되고 있다.

## 생산 차종

### 현재 생산차종
- GFF4
- LMV
- NJ-시리즈
- VM 90
- 데일리
- 스트랄리스
- 스트레이터
- 아코
- 오우바
- 유로카고
- 유로파이어
- 터보 데일리
- 트래블
- 트래커
- 파워스타
- 이베코 e무비 - 현대 ST1의 배지 엔지니어링 모델

### 과거 생산차종
- 마이웨이
- 매시프
- 캄파뇰라
- 시티클래스
- 에푸로
- 유로라이더
- 유로무버
- 유로스타
- 유로트래커
- 유로티치
- 제타
- 터보스타

## 대한민국의 현황
대한민국의 경우 1992년 한라중공업을 통해 최초로 덤프 트럭 모델인 이베코 유로트래커를 수입했으나 1997년 IMF 구제금융 사건으로 한라중공업이 부도나면서 사실상 수입이 중단되었다. 이후 2004년 LG상사와 계약을 맺으면서 트레일러인 이베코 스트랄리스와 덤프 트럭 모델인 이베코 트래커를 판매했다가 2010년에 LG상사와 계약을 해지하면서 대한민국에서 판매가 중단되었다. 2012년에 CXC를 통해서 판매를 재개했지만 CXC가 판매를 포기하면서 사실상 도입이 중단되었다. 2015년에 대한민국에 지사 설립과 동시에 카고 및 덤프 트럭과 승합 차량도 판매 들어갔다. 한편 대한민국 진출에 앞서 별도로 광주광역시 광산구에 생산 공장을 설립해 운영에 들어갔다.
그 외에는 시티클래스 CNG 굴절버스를 서울특별시의 주간선업체에서 운용한 적이 있다.
2024년 9월에는 현대 ST1의 배지 엔지니어링 버전인 이베코 e무비를 선보였다.

## 사진

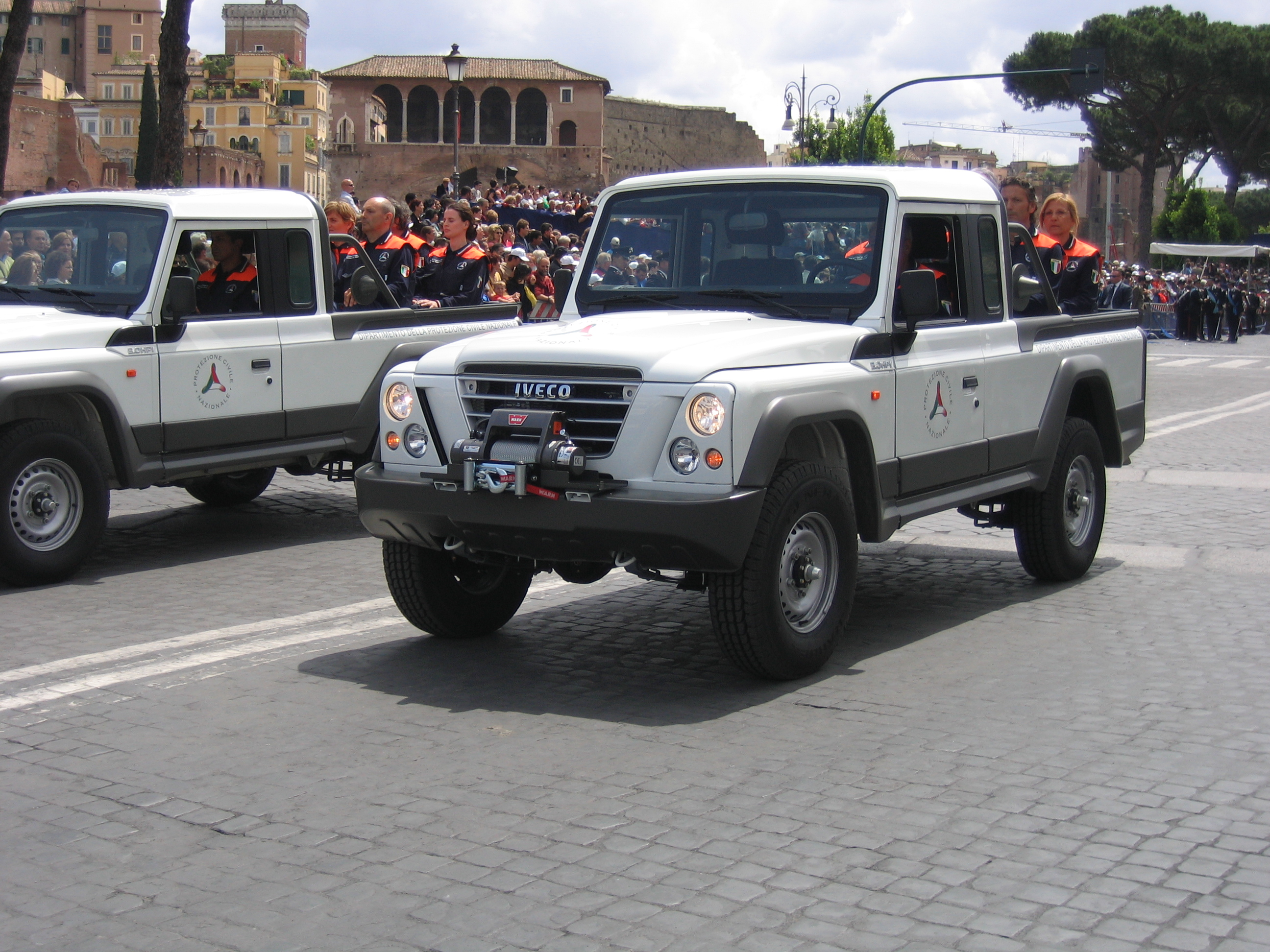
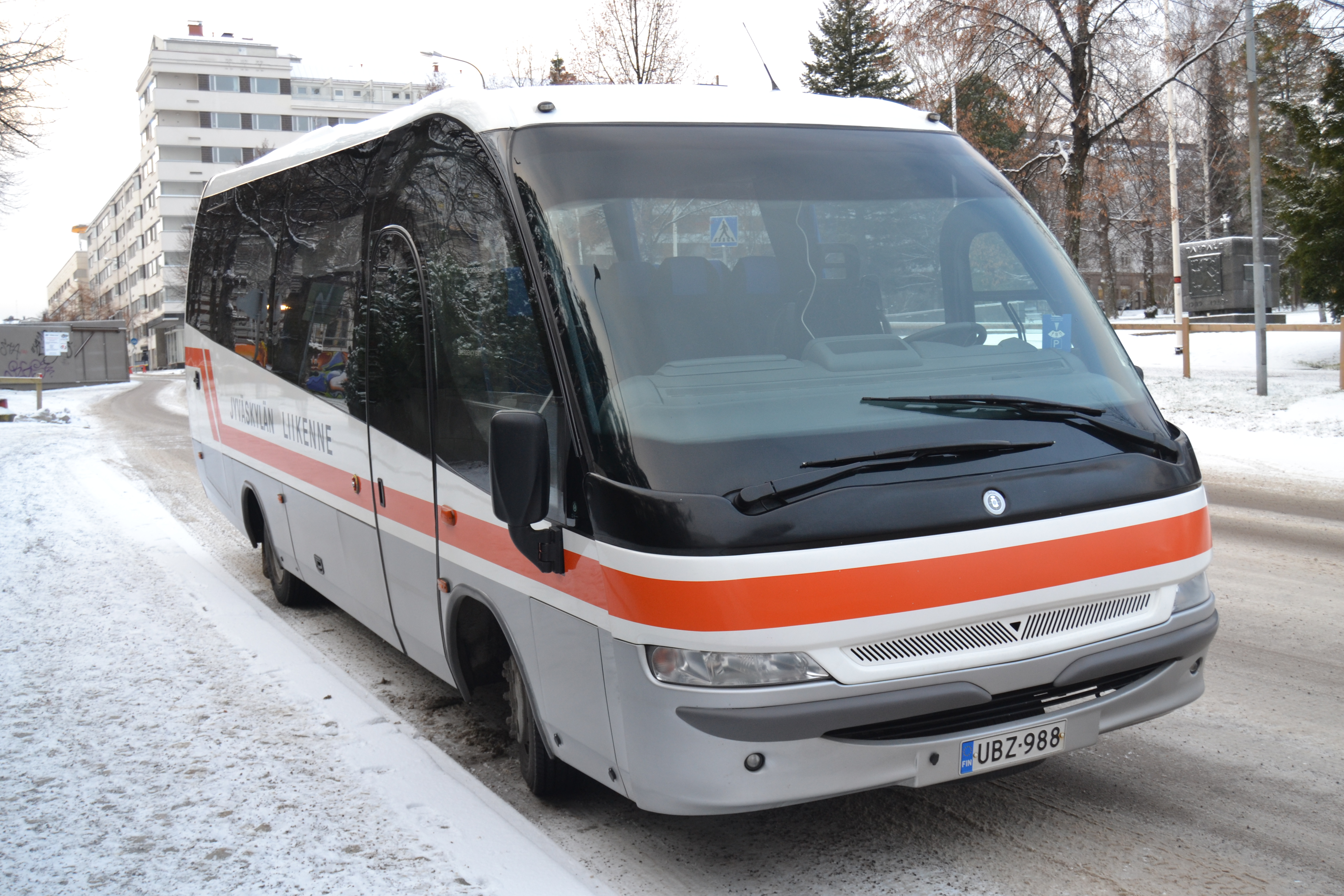
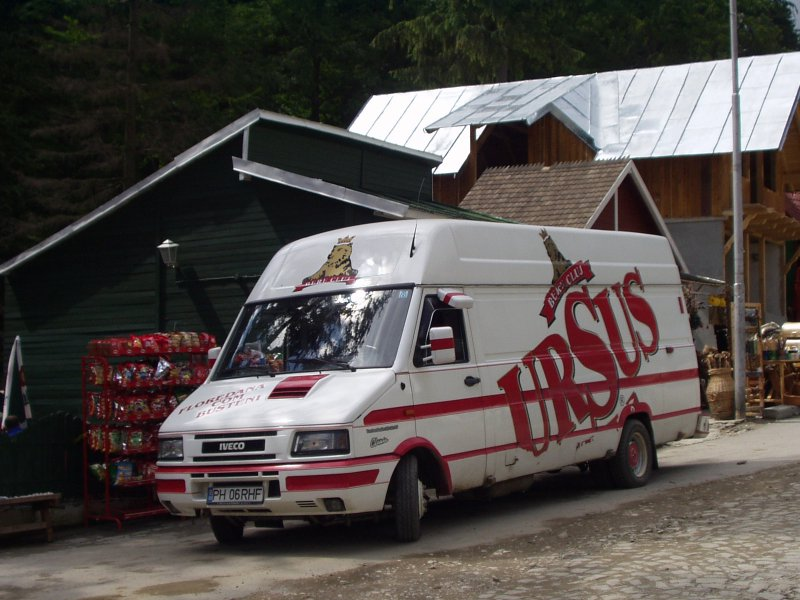
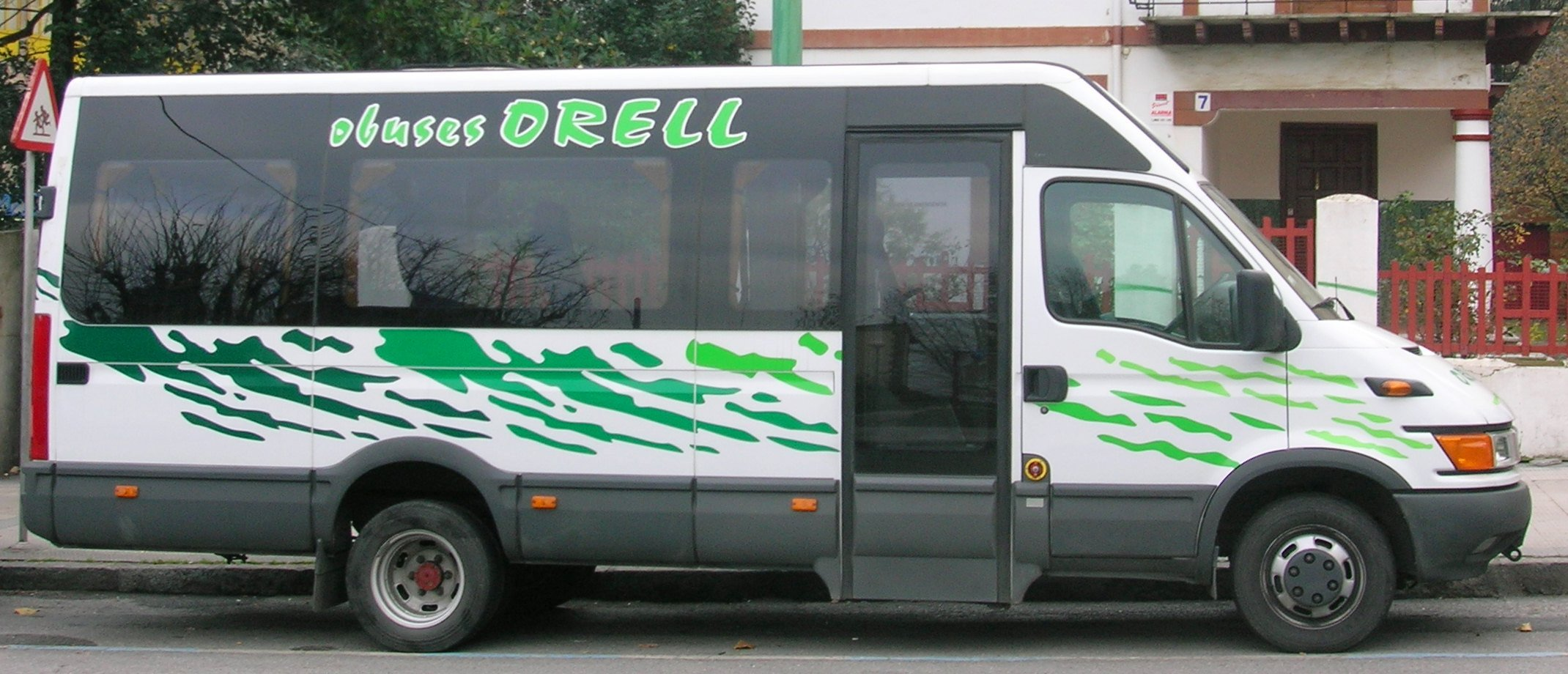
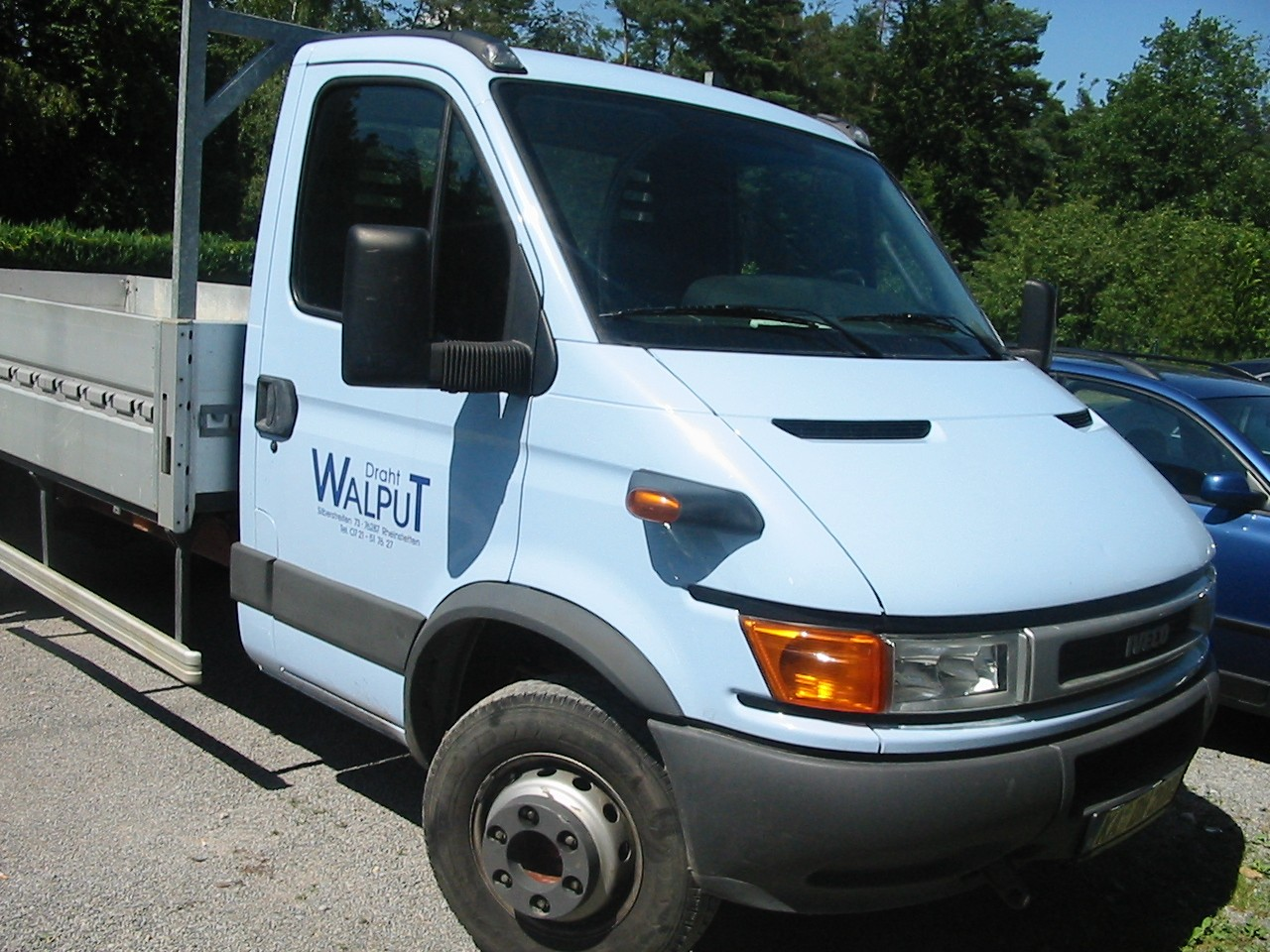
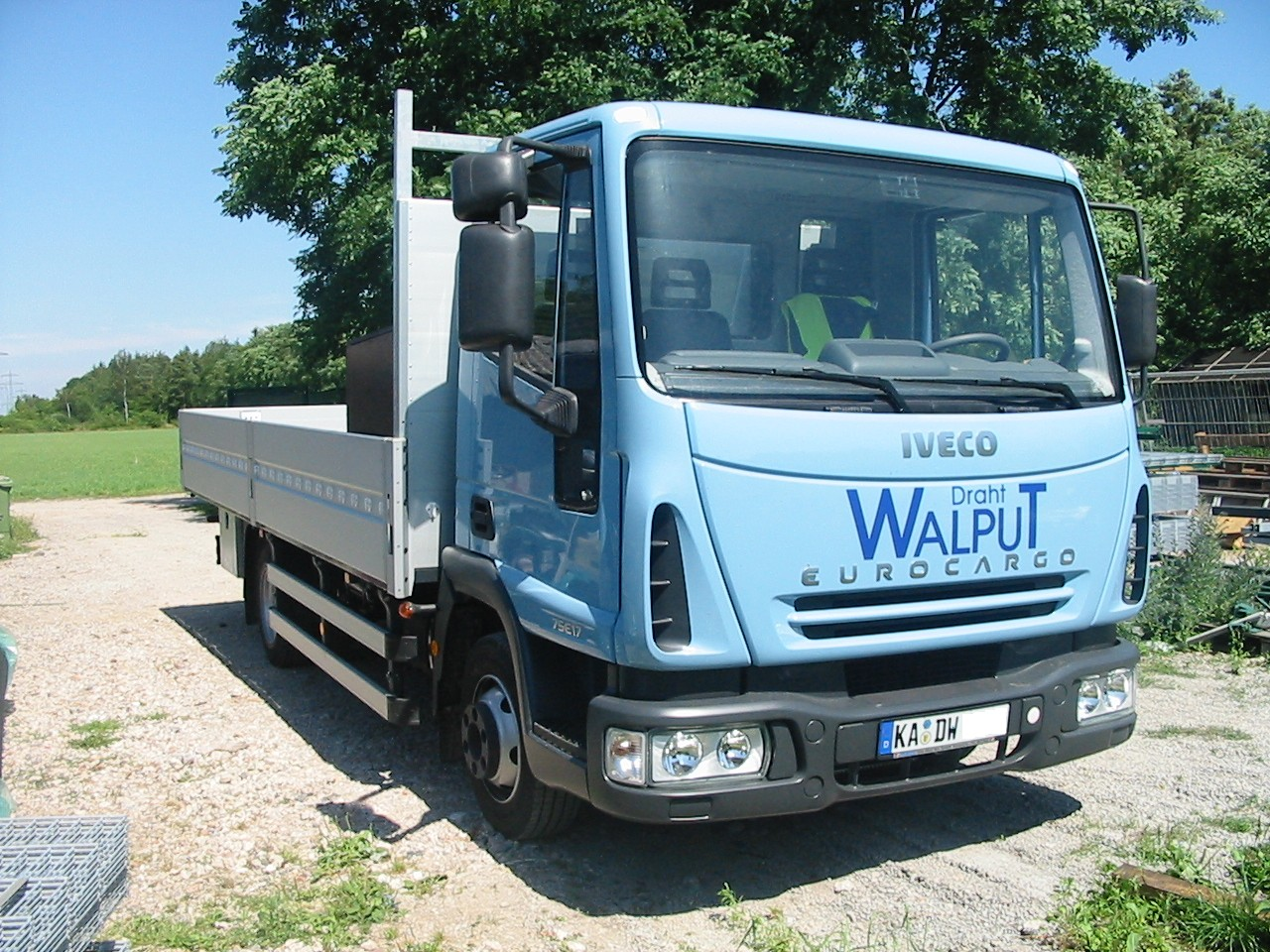
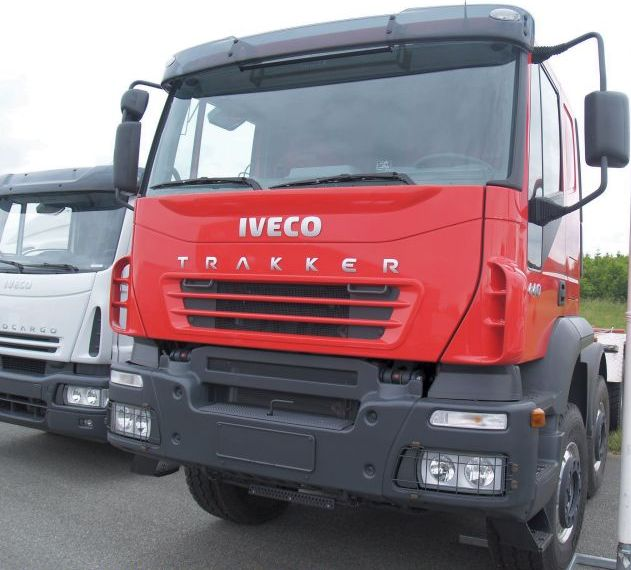
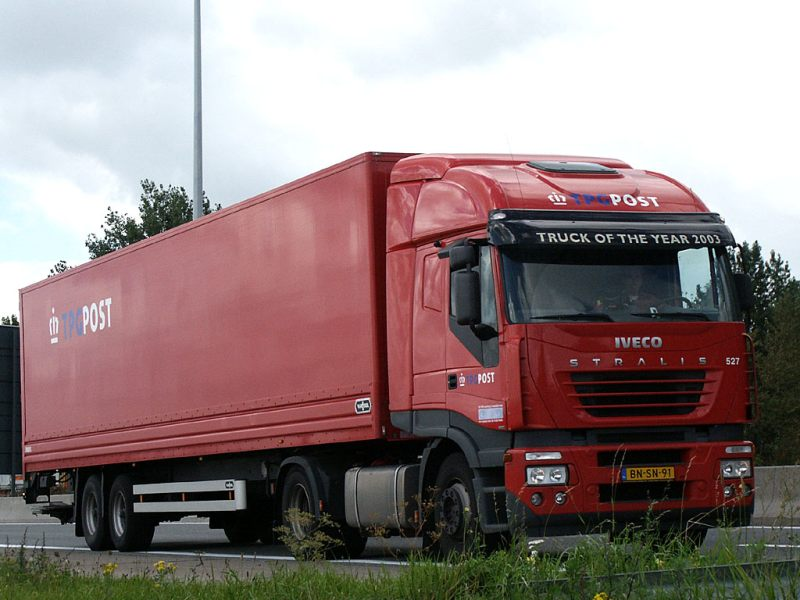
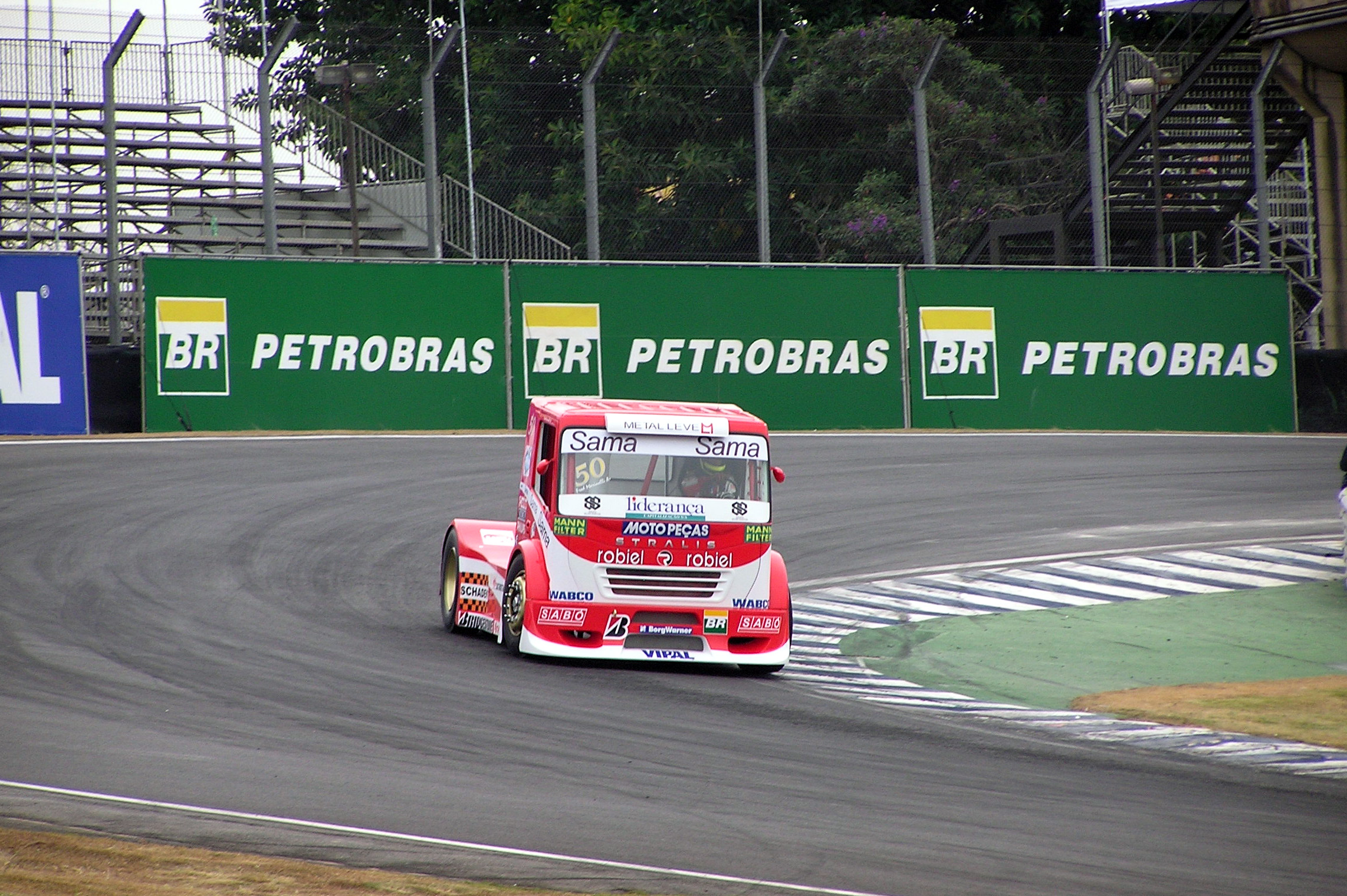
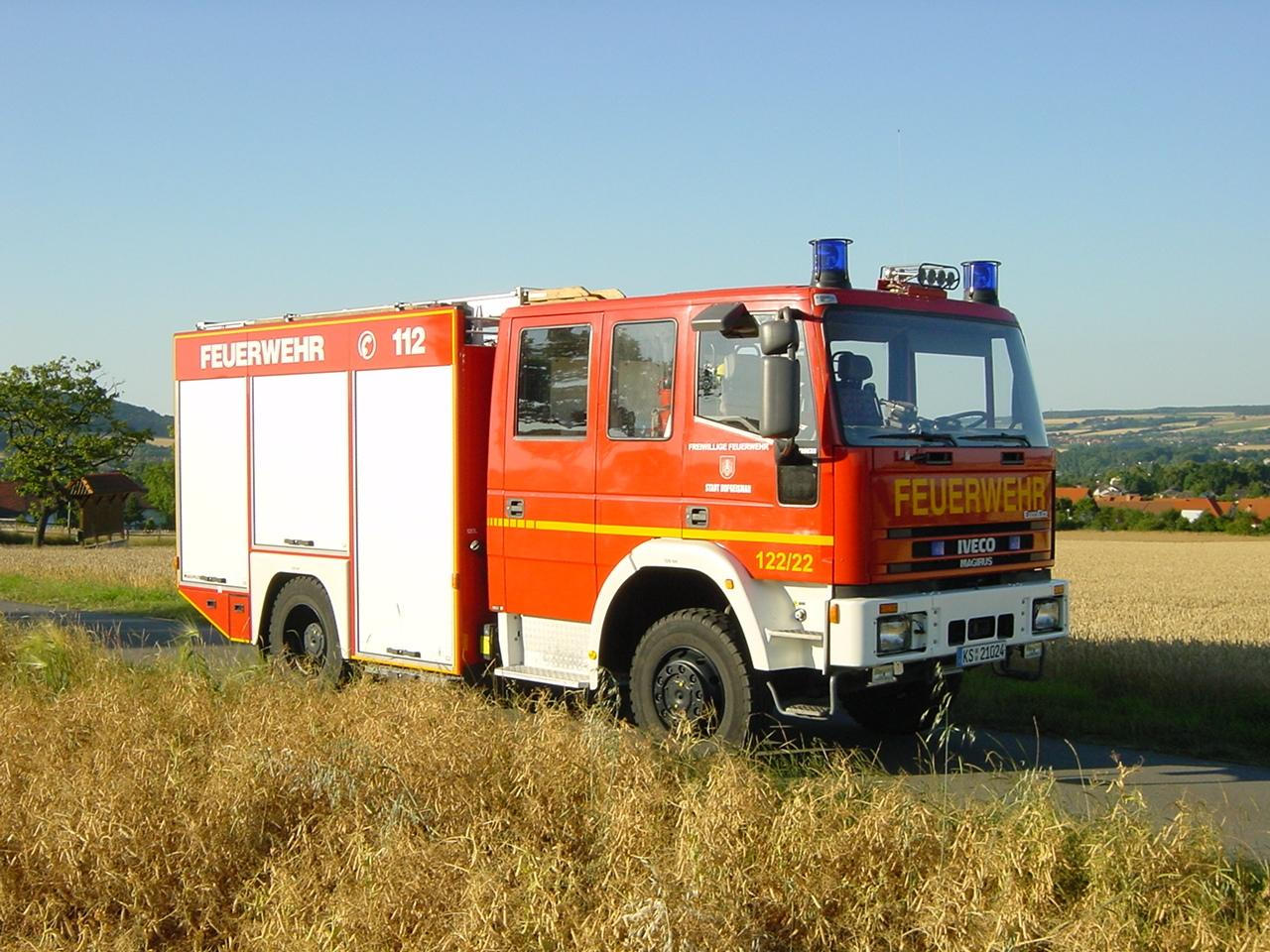
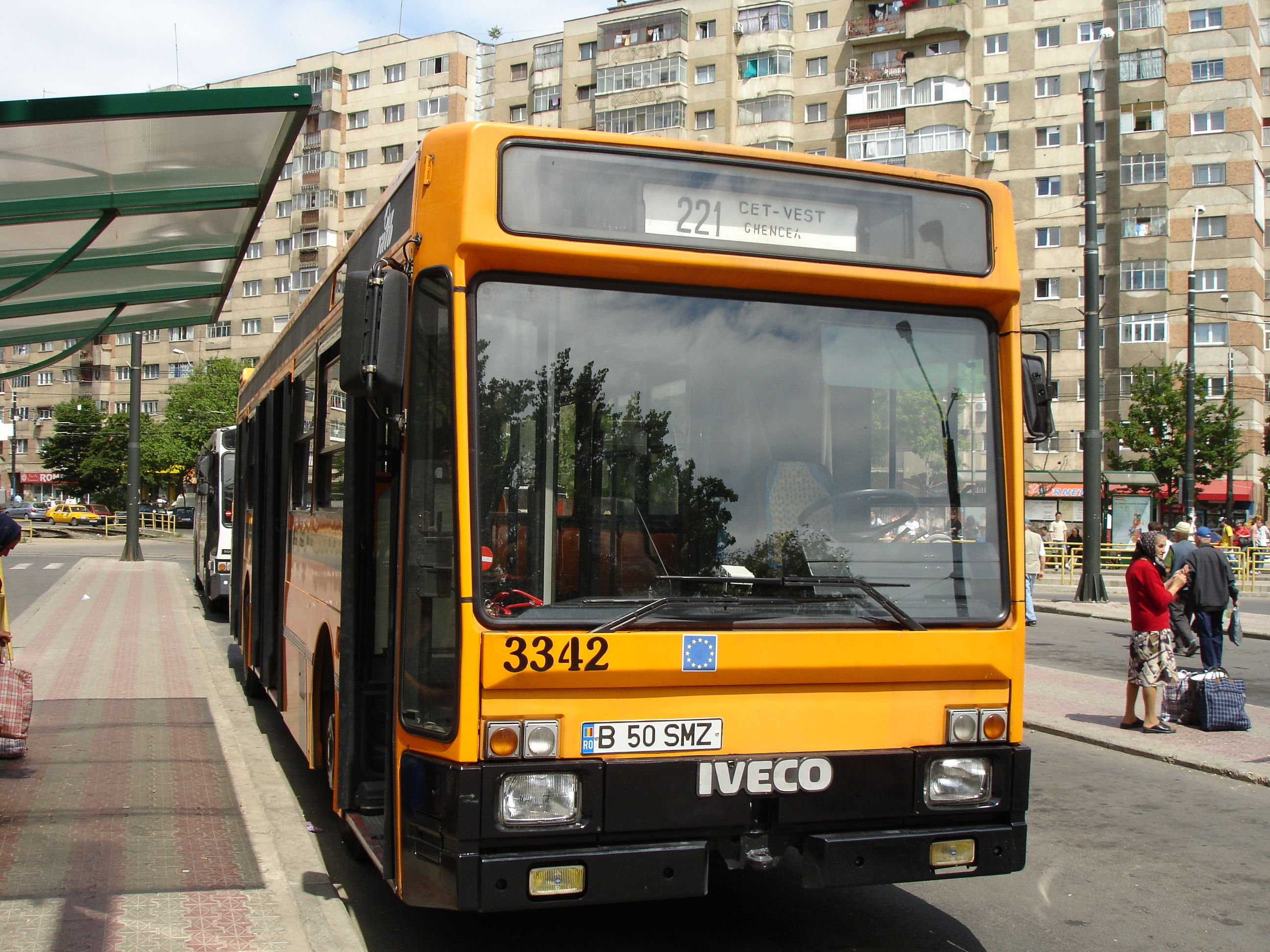
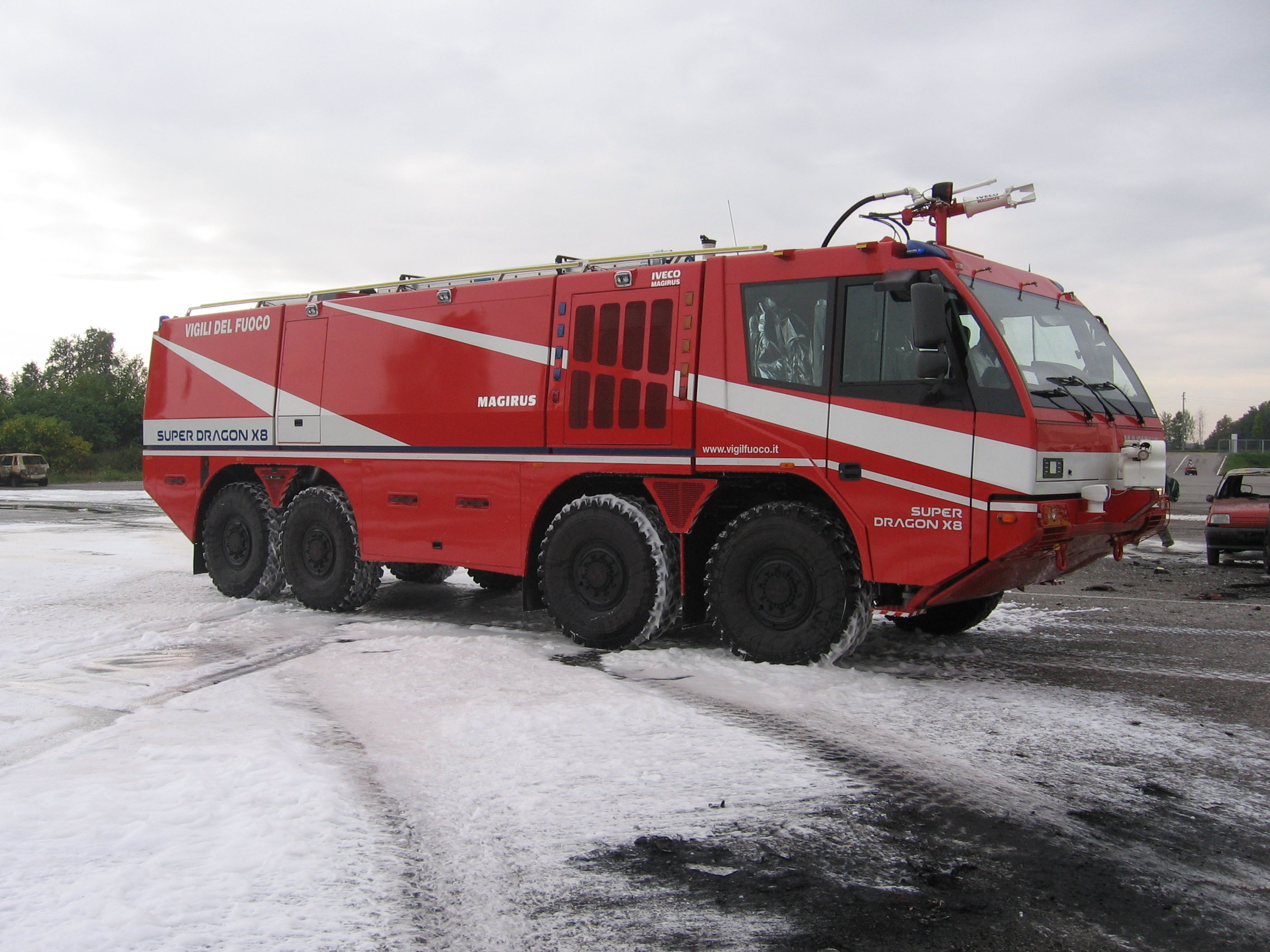
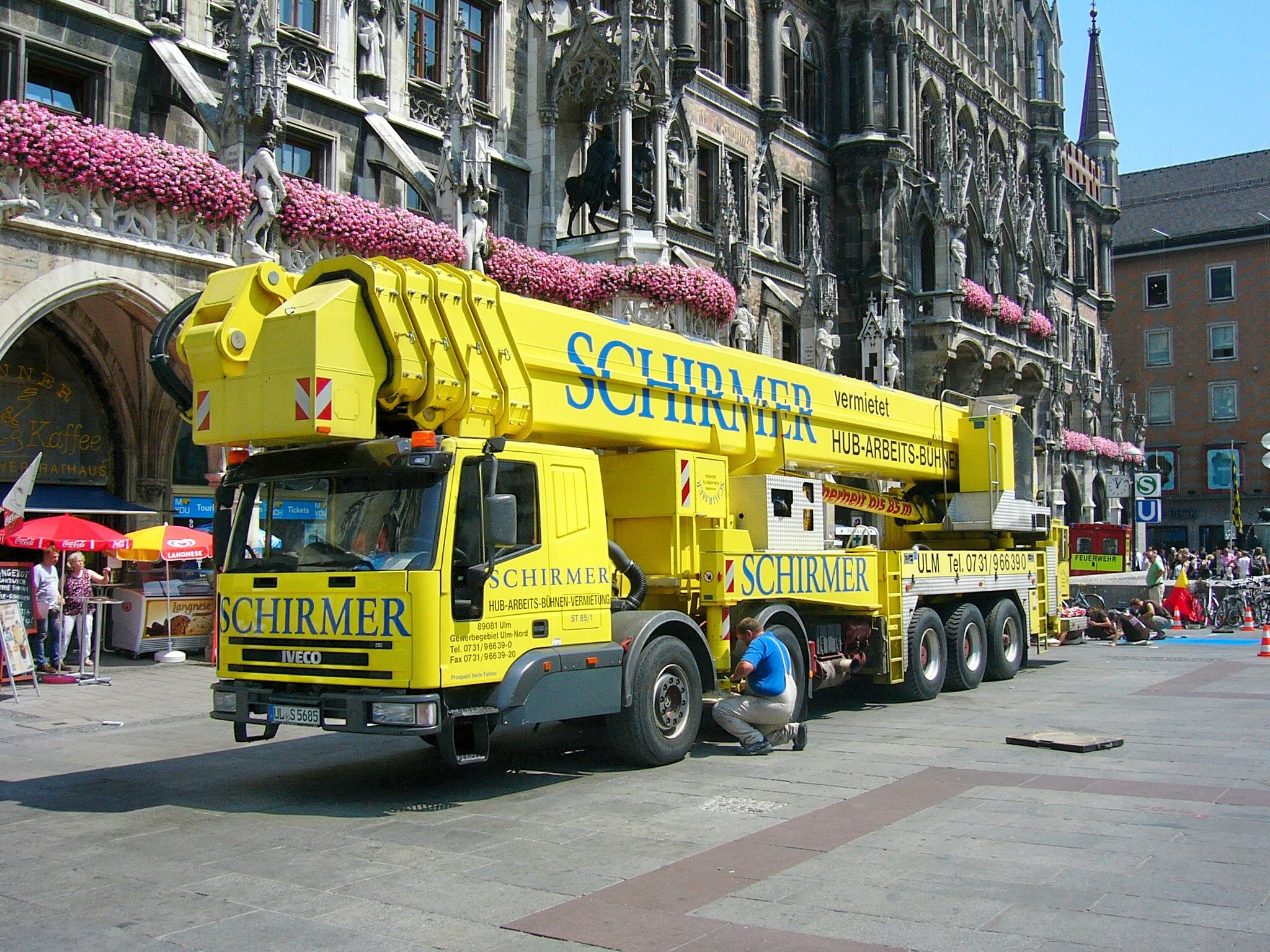
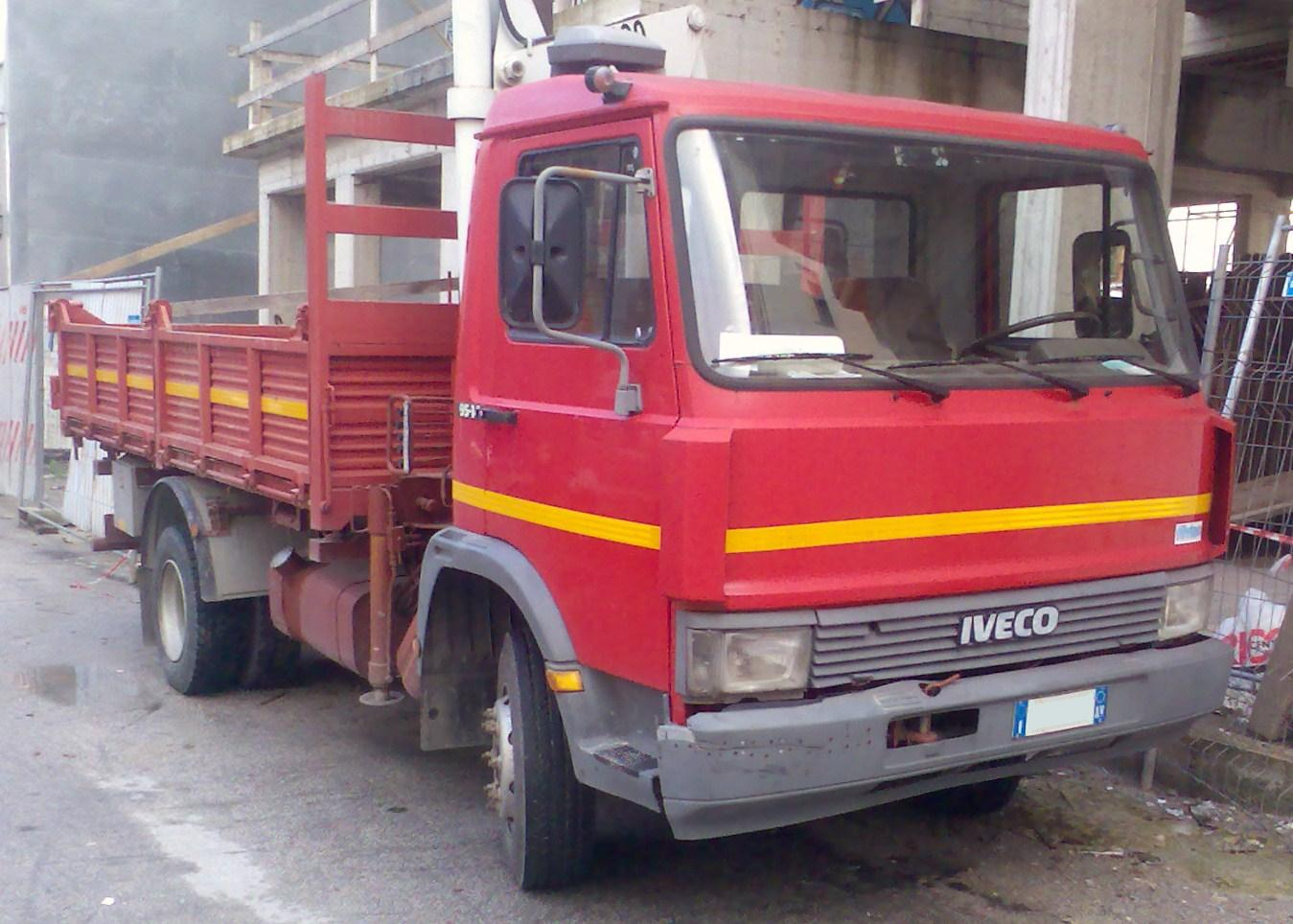
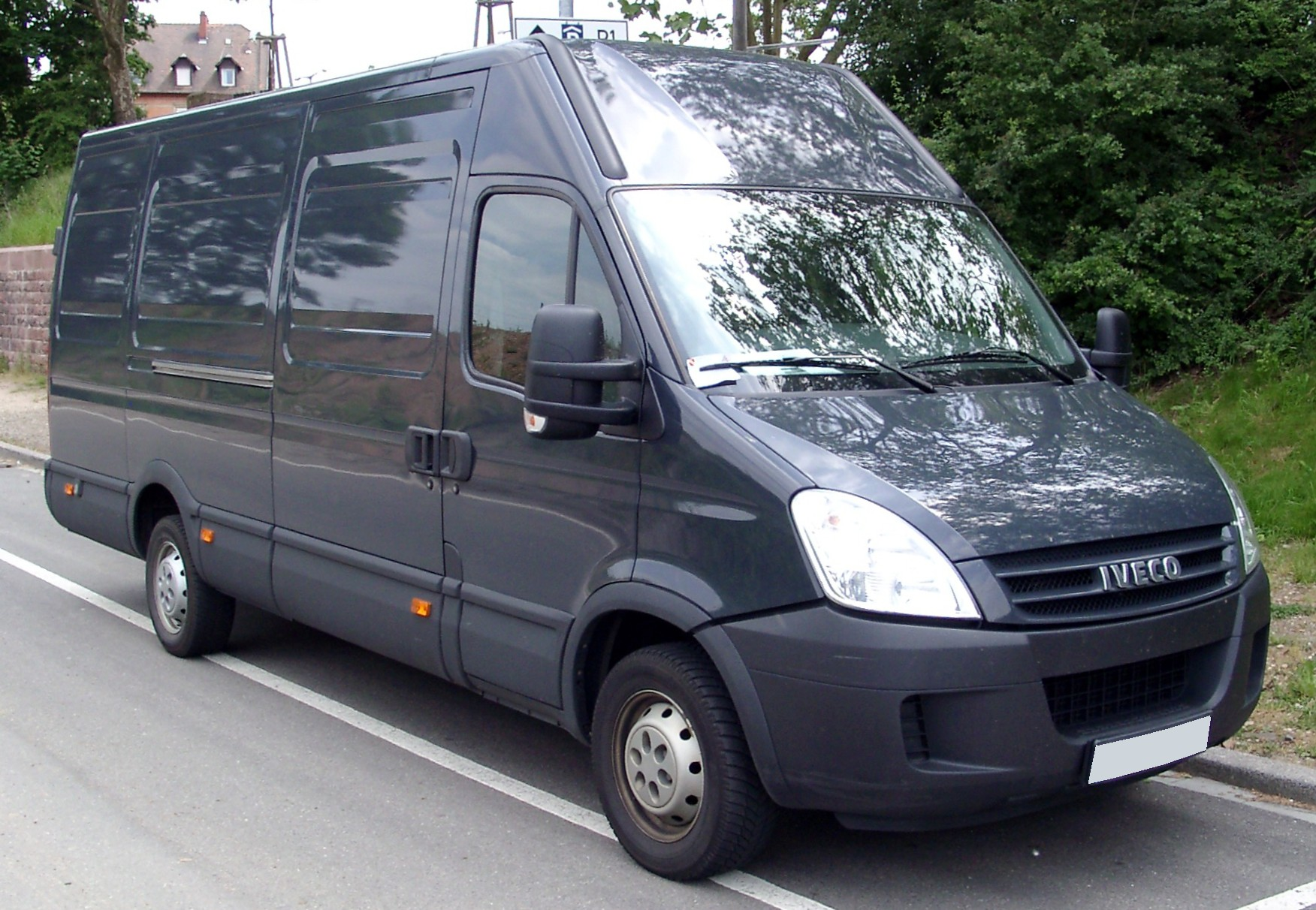